# Casarea dussumieri
Casarea dussumieri – gatunek węża z rodziny Bolyeriidae.

## Zasięg występowania
C. dussumieri występuje na Round Island należącej do Mauritiusu.

## Taksonomia
Gatunek po raz pierwszy naukowo opisał w 1837 roku niemiecki zoolog Hermann Schlegel, nadając mu nazwę Boa dussumiri. Jako miejsce typowe odłowu holotypu Schlegel wskazał „l’île ronde, près de Maurice” (tj. Round Island). Rodzaj opisał w 1842 roku brytyjski zoolog John Edward Gray.